# IMac G5
De iMac G5 is de derde generatie iMac, een desktopcomputer van het Amerikaanse computerbedrijf Apple. De aanduiding G5 duidt op de processor van de computer, de 64 bit-PowerPC G5-processor. De iMac G5 is de laatste generatie iMac die gebruikmaakt van PowerPC-processors. Hierdoor is het gelijk ook de laatste generatie iMac die Classic-programma's kan draaien.

## Ontwerp
De iMac G5 is net als zijn voorgangers ontworpen door Apple Industrial Design Group onder leiding van Jonathan Ive. Het ontwerp van de iMac G5 was een logisch vervolg op de revolutionaire iMac Flat Panel. Om de computer nog compacter te krijgen keerde het ontwerp terug naar de basis van het alles-in-één principe: de computer bevindt zich achter het beeldscherm.

### Extern
De witte behuizing van de iMac G5 is gemaakt van polycarbonaat. Aan de onderkant van de behuizing bevindt zich een aluminium rooster dat zowel voor de koeling als voor de luidsprekers noodzakelijk is. De gehele computer rust op een aluminium standaard. Door de standaard kan het beeldscherm niet in hoogte worden versteld, noch kan het beeldscherm worden gedraaid zonder de hele computer te verplaatsen.
De platte achterkant van de iMac G5 maakt het mogelijk om de computer aan de muur te bevestigen. De aluminium standaard waar de computer op rust kan worden vervangen door een bevestigingsplaat. Apple bood hiervoor een speciale VESA Mount Adapter Kit aan als optie. De iMac G5 (iSight) kan door zijn bolle achterkant niet via een VESA-bevestigingsplaat aan de muur of een arm gehangen worden.

### Intern
De binnenkant van de iMac G5 is zeer geordend. Alle beschikbare ruimte is gebruikt. Op de achterkant van het beeldscherm is het moederbord geplaatst met daarom heen de voeding, de harde schijf, de optische schijfeenheid en de luidsprekers. De op het moederbord geplaatste G5 processor en de harde schijf worden door drie interne ventilatoren gekoeld. De processor wordt via een aan de onderkant van de behuizing gemonteerde ventilator, die lucht van buiten naar binnen zuigt, gekoeld. Via een sleuf op de achterkant van de behuizing verlaat deze lucht de machine weer. De iMac G5 beschikt over twee kleine stereo luidsprekers en een digitale versterker van 12 watt. De luidsprekers zijn aan beide zijkanten onder het beeldscherm geplaatst. De computer is ook met een interne microfoon uitgerust. De eerste en tweede serie iMac G5 zijn intern zó ontworpen dat veel onderdelen door de gebruiker gemakkelijk zelf vervangen kunnen worden De iMac G5 met iSight daarentegen verschilt intern zodanig dat bij vervanging van de onderdelen, gedeeltelijke ontleding van de machine onvermijdelijk is.

## Revisies
| Specificaties van onderwijsmodel | Specificaties van onderwijsmodel                                    |
| -------------------------------- | ------------------------------------------------------------------- |
| Beeldscherm                      | breedbeeld-, tft-, active-matrix-lcd van 17 inch, 1440 × 900 pixels |
| Processor                        | 1,6 GHz-PowerPC 970 (G5)                                            |
| Systeembus                       | 533 MHz                                                             |
| Werkgeheugen                     | 256 MB PC3200 (400 MHz) DDR SDRAM                                   |
| Videokaart                       | NVIDIA GeForce4 MX met 32 MB DDR SDRAM                              |
| Harde schijf                     | 40 GB ATA (5400 rpm)                                                |
| Optische schijfeenheid           | Geen                                                                |
| Prijs (België)                   | € 1.318,08                                                          |

### IMac G5
Het originele model iMac G5 of 'Revisie A' werd op 31 augustus 2004 tijdens de Apple Expo in Parijs aan het publiek voorgesteld. Apple had de computer eigenlijk al aan het begin van de zomer van 2004 willen introduceren, maar door productieproblemen van de G5-processor bij IBM én Apples eigen problemen met het technisch ontwerp van de iMac, moest de introductie uiteindelijk met twee maanden worden uitgesteld. Dit was een zeer zware tegenvaller voor Apple, omdat het hierdoor geen nieuwe desktop voor het "Back to School" seizoen had en bovendien reeds door de voorraad iMac Flat Panels heen was. De iMac G5 werd na de lancering goed door de pers ontvangen. Door zijn minimalistisch ontwerp werd de iMac al snel bestempeld als de grote broer van de iPod. Er was echter ook kritiek op zowel het ontwerp als de basis configuratie. Zo werd het feit dat het beeldscherm alleen nog maar verticaal kon worden versteld als een 'gemiste kans' gezien. Ook het feit dat de iMac niet standaard met de Airport Express kaart werd uitgerust, werd als minpunt beschouwd. Bij de introductie van de iMac G5 werd naast de drie consumenten modellen ook een onderwijs model geïntroduceerd. Zowel de optische drive als het modempoort ontbreken op dit model.

### IMac G5 (Ambient Light Sensor)
Deze tweede serie of 'Revisie B' iMac G5 werd op 3 mei 2005 geïntroduceerd. De belangrijkste verschillen met het originele model bevinden zich binnenin. De gehele Revisie B serie kreeg een verbeterde standaard uitrusting. De punten waar de Revisie A serie nog om werd bekritiseerd, werden in deze tweede serie verbeterd. Zo had dit model standaard Gigabitethernet en de draadloze voorzieningen AirPort Extreme en Bluetooth. Ook werd dit model standaard van een snellere processor voorzien. Het basismodel kreeg de 1,8 GHz-processor uit de Revisie A-serie, een nieuwere processor met 2 GHz en een hogere bussnelheid kwam in de duurdere modellen. Andere punten van verbetering waren een grotere harde schijf, een groter standaard werkgeheugen en een betere grafische kaart met meer geheugen. De kritiek van een relatief hoge prijs voor een zuinig uitgeruste computer bij de originele modellen, werd ook door Apple ter harte genomen: alle modellen in de Revisie B werden aanzienlijk goedkoper. De iMac werd geleverd met het toen net geïntroduceerde Mac OS X 10.4 Tiger en iLife '05. De naamgeving van dit model duidt op een licht-sensor aan de onderkant van de behuizing dat het slaapindicator lampje kan dimmen als het donker is. De productie van dit model werd op 12 oktober 2005 gestaakt.

### IMac G5 (iSight)
Dit model is de derde serie of 'Revisie C' iMac G5. Het model werd op 12 oktober 2005 geïntroduceerd. Ten opzichte van de voorgaande twee series iMac G5 onderging dit model zowel grootste veranderingen onderhuids als qua design. Het meest in het oog springende kenmerk is de iSight-camera centraal boven het beeldscherm. Andere uiterlijke kenmerken zijn een dunnere behuizing (van 5,08 cm naar 3,81 cm), een gebold achterpaneel, horizontale poorten in plaats van verticale poorten en een meegeleverde afstandsbediening – genaamd Apple Remote – die via een magneet aan de zijkant van de behuizing rust. Het gewicht van Revisie C werd met 15% verminderd ten opzichte van het originele model. De prestaties gingen er licht op vooruit. Zo kreeg het basismodel opnieuw een iets snellere processor, moederbord RAM-geheugen (het maximale RAM-geheugen kon hierdoor 2,5 GB bedragen) en een andere grafische kaart met dezelfde hoeveelheid geheugen als de Revisie B iMac G5.
Alhoewel Apple op 10 januari 2006 de opvolger van de iMac G5 presenteerde, bleef zij nog enkele weken de iMac G5 (iSight) simultaan met de nieuwe iMac Core Duo verkopen. Apple verkocht de computer totdat zij door haar voorraad heen was. Voor het 17 inch-model was dit op 2 februari 2006. Voor het 20 inch-model was dit op 20 maart 2006. De witte behuizing bleef echter gewoon in productie, daar de behuizing van de iMac Core Duo exact gelijk is aan die van de iMac G5 (iSight).
Toen Apple in de zomer van 2007 een volledig vernieuwde iMac lijn aankondigde, bleef de witte iMac (alleen de 17 inch-versie) als ultiem basismodel voor onderwijs-instellingen nog steeds beschikbaar. Apple deed pas op 13 april 2009 volledig afstand van de witte behuizing.
| Overzicht Technische Specificaties iMac G5 | Overzicht Technische Specificaties iMac G5 | Overzicht Technische Specificaties iMac G5 | Overzicht Technische Specificaties iMac G5 | Overzicht Technische Specificaties iMac G5 | Overzicht Technische Specificaties iMac G5 | Overzicht Technische Specificaties iMac G5 | Overzicht Technische Specificaties iMac G5 | Overzicht Technische Specificaties iMac G5 |
|                                            | Technische specificaties iMac G5 Revisie A | Technische specificaties iMac G5 Revisie A | Technische specificaties iMac G5 Revisie A | Technische specificaties iMac G5 Revisie B | Technische specificaties iMac G5 Revisie B | Technische specificaties iMac G5 Revisie B | Technische specificaties iMac G5 Revisie C | Technische specificaties iMac G5 Revisie C |
| iMac G5                                    | iMac G5 | iMac G5 | iMac G5 (ALS) | iMac G5 (ALS) | iMac G5 (ALS) | iMac G5 (iSight) | iMac G5 (iSight) | |
| ------------------------------------------ | --- | --- | --- | --- | --- | --- | --- | --- |
| Introductie                                | 31 augustus 2004 | 31 augustus 2004 | 31 augustus 2004 | 3 mei 2005 | 3 mei 2005 | 3 mei 2005 | 12 oktober 2005 | 12 oktober 2005 |
| Model                                      | M9248LL/A | M9249LL/A | M9250LL/A | M9843LL/A | M9844LL/A | M9845LL/A | MA063LL/A | MA064LL/A |
| Modelaanduiding                            | PowerMac8,1 | PowerMac8,1 | PowerMac8,1 | PowerMac8,2 | PowerMac8,2 | PowerMac8,2 | PowerMac12,1 | PowerMac12,1 |
| Beeldscherm                                | LG-Philips LM171W02, 17,1 inch (43,4 cm)-, breedbeeld-, tft-, active-matrix-lcd, 1440 × 900 pixels                                                                    | LG-Philips LM171W02, 17,1 inch (43,4 cm)-, breedbeeld-, tft-, active-matrix-lcd, 1440 × 900 pixels                                                                    | LG-Philips LM171W02 20,1 inch (51 cm)-, breedbeeld-, tft-, active-matrix-lcd, 1680 × 1050 pixels                                                                      | LG-Philips LM171W02, 17,1 inch (43,4 cm)-, breedbeeld-, tft-, active-matrix-lcd, 1440 × 900 pixels                                                                    | LG-Philips LM171W02, 17,1 inch (43,4 cm)-, breedbeeld-, tft-, active-matrix-lcd, 1440 × 900 pixels                                                                    | LG-Philips LM171W02 20,1 inch (51 cm)-, breedbeeld-, tft-, active-matrix-lcd, 1680 × 1050 pixels                                                                      | LG-Philips LM171W02, 17,1 inch (43,4 cm)-, breedbeeld-, tft-, active-matrix-lcd, 1440 × 900 pixels                                                                    | LG-Philips LM171W02, 20,1 inch (51 cm)-, breedbeeld-, tft-, active-matrix-lcd, 1680 × 1050 pixels                                                                     |
| Processor                                  | 1,6 GHz-PowerPC 970 (G5) | 1,8 GHz-PowerPC 970 (G5) | 1,8 GHz-PowerPC 970 (G5) | 1,8 GHz-PowerPC 970 (G5) | 2 GHz-PowerPC 970 (G5) | 2 GHz-PowerPC 970 (G5) | 1,9 GHz-PowerPC 970fx (G5) | 2,1 GHz-PowerPC 970fx (G5) |
| Systeembus                                 | 533 MHz | 600 MHz | 600 MHz | 600 MHz | 667 MHz | 667 MHz | 633 MHz | 700 MHz |
| RAM-geheugen                               | PC3200 (400 MHz)-DDR SDRAM van 256 MB (standaard), maximaal geheugen is 2 GB                                                                                          | PC3200 (400 MHz)-DDR SDRAM van 256 MB (standaard), maximaal geheugen is 2 GB                                                                                          | PC3200 (400 MHz)-DDR SDRAM van 256 MB (standaard), maximaal geheugen is 2 GB                                                                                          | PC3200 (400 MHz)-DDR SDRAM van 512 MB(standaard), maximaal geheugen is 2 GB                                                                                           | PC3200 (400 MHz)-DDR SDRAM van 512 MB(standaard), maximaal geheugen is 2 GB                                                                                           | PC3200 (400 MHz)-DDR SDRAM van 512 MB(standaard), maximaal geheugen is 2 GB                                                                                           | PC2-4200 (533 MHz)-DDR2 SDRAM van 512 MB, maximaal geheugen is 2,5 GB                                                                                                 | PC2-4200 (533 MHz)-DDR2 SDRAM van 512 MB, maximaal geheugen is 2,5 GB                                                                                                 |
| Videokaart                                 | NVIDIA GeForce FX 5200 Ultra met 64 MB DDR SDRAM (met AGP 8X ondersteuning)                                                                                           | NVIDIA GeForce FX 5200 Ultra met 64 MB DDR SDRAM (met AGP 8X ondersteuning)                                                                                           | NVIDIA GeForce FX 5200 Ultra met 64 MB DDR SDRAM (met AGP 8X ondersteuning)                                                                                           | ATI Radeon 9600 met 128 MB DDR SDRAM (met AGP 8X ondersteuning) | ATI Radeon 9600 met 128 MB DDR SDRAM (met AGP 8X ondersteuning) | ATI Radeon 9600 met 128 MB DDR SDRAM (met AGP 8X ondersteuning) | ATI Radeon X600 Pro met 128MB DDR SDRAM; PCI-Express | ATI Radeon X600 XT met 128MB DDR SDRAM; PCI-Express |
| Harde schijf                               | 80 GB Seriële ATA (7200 rpm) (optioneel waren een 160 GB en een 250 GB Seriële ATA)                                                                                   | 80 GB Seriële ATA (7200 rpm) (optioneel waren een 160 GB en een 250 GB Seriële ATA)                                                                                   | 160 GB Seriële ATA (7200 rpm) (optioneel was een 250 GB Seriële ATA)                                                                                                  | 160 GB Seriële ATA (7200 rpm) (optioneel waren een 250 GB en een 400 GB Seriële ATA)                                                                                  | 160 GB Seriële ATA (7200 rpm) (optioneel waren een 250 GB en een 400 GB Seriële ATA)                                                                                  | 250 GB Seriële ATA (7200 rpm) (optioneel was een 400 GB Seriële ATA)                                                                                                  | 160 GB Seriële ATA (7200 rpm) (optioneel waren een 250 GB en een 500 GB Seriële ATA)                                                                                  | 250 GB Seriële ATA (7200 rpm) (optioneel was een 500 GB Seriële ATA)                                                                                                  |
| Optische schijfeenheid                     | 8× Combo Drive (dvd-rom/cd-rw) | 4× SuperDrive (dvd-r/cd-rw) | 4× SuperDrive (dvd-r/cd-rw) | 8× Combo Drive (dvd-rom/cd-rw) | 8× Dual Layer SuperDrive (dvd+r DL/dvd±rw/cd-rw) | 8× Dual Layer SuperDrive (dvd+r DL/dvd±rw/cd-rw) | 8× Dual Layer SuperDrive (dvd+r DL/dvd±rw/cd-rw) | 8× Dual Layer SuperDrive (dvd+r DL/dvd±rw/cd-rw) |
| Netwerkvoorzieningen                       | AirPort Extreme kaart compatibel met de 802.11b/g netwerknormen (optioneel)                                                                                           | AirPort Extreme kaart compatibel met de 802.11b/g netwerknormen (optioneel)                                                                                           | AirPort Extreme kaart compatibel met de 802.11b/g netwerknormen (optioneel)                                                                                           | Standaard ingebouwde AirPort Extreme kaart compatibel met de 802.11g netwerknorm en met Bluetooth 2.0 + EDR                                                           | Standaard ingebouwde AirPort Extreme kaart compatibel met de 802.11g netwerknorm en met Bluetooth 2.0 + EDR                                                           | Standaard ingebouwde AirPort Extreme kaart compatibel met de 802.11g netwerknorm en met Bluetooth 2.0 + EDR                                                           | Standaard ingebouwde AirPort Extreme kaart compatibel met de 802.11g netwerknorm en met Bluetooth 2.0 + EDR                                                           | Standaard ingebouwde AirPort Extreme kaart compatibel met de 802.11g netwerknorm en met Bluetooth 2.0 + EDR                                                           |
| Netwerkvoorzieningen                       | Bluetooth 1.1 (optioneel) | | | Standaard ingebouwde AirPort Extreme kaart compatibel met de 802.11g netwerknorm en met Bluetooth 2.0 + EDR                                                           | Standaard ingebouwde AirPort Extreme kaart compatibel met de 802.11g netwerknorm en met Bluetooth 2.0 + EDR                                                           | Standaard ingebouwde AirPort Extreme kaart compatibel met de 802.11g netwerknorm en met Bluetooth 2.0 + EDR                                                           | Standaard ingebouwde AirPort Extreme kaart compatibel met de 802.11g netwerknorm en met Bluetooth 2.0 + EDR                                                           | Standaard ingebouwde AirPort Extreme kaart compatibel met de 802.11g netwerknorm en met Bluetooth 2.0 + EDR                                                           |
| Netwerkvoorzieningen                       | 10/100BASE-T (RJ-45) Ethernet | 10/100BASE-T (RJ-45) Ethernet | 10/100BASE-T (RJ-45) Ethernet | 10/100/1000BASE-T (RJ-45) Ethernet | 10/100/1000BASE-T (RJ-45) Ethernet | 10/100/1000BASE-T (RJ-45) Ethernet | 10/100/1000BASE-T (RJ-45) Ethernet | 10/100/1000BASE-T (RJ-45) Ethernet |
| Netwerkvoorzieningen                       | 56k v92 Modem | 56k v92 Modem | 56k v92 Modem | 56k v92 Modem | 56k v92 Modem | 56k v92 Modem | Apple USB Modem (optioneel) | Apple USB Modem (optioneel) |
| Aansluitingen                              | Drie USB 2.0-poorten (plus twee USB 1.1-poorten op het toetsenbord), twee Firewire 400-poorten, één Mini-VGA-poort, een geluidsinvoerpoort en een geluidsuitvoerpoort | Drie USB 2.0-poorten (plus twee USB 1.1-poorten op het toetsenbord), twee Firewire 400-poorten, één Mini-VGA-poort, een geluidsinvoerpoort en een geluidsuitvoerpoort | Drie USB 2.0-poorten (plus twee USB 1.1-poorten op het toetsenbord), twee Firewire 400-poorten, één Mini-VGA-poort, een geluidsinvoerpoort en een geluidsuitvoerpoort | Drie USB 2.0-poorten (plus twee USB 1.1-poorten op het toetsenbord), twee Firewire 400-poorten, één Mini-VGA-poort, een geluidsinvoerpoort en een geluidsuitvoerpoort | Drie USB 2.0-poorten (plus twee USB 1.1-poorten op het toetsenbord), twee Firewire 400-poorten, één Mini-VGA-poort, een geluidsinvoerpoort en een geluidsuitvoerpoort | Drie USB 2.0-poorten (plus twee USB 1.1-poorten op het toetsenbord), twee Firewire 400-poorten, één Mini-VGA-poort, een geluidsinvoerpoort en een geluidsuitvoerpoort | Drie USB 2.0-poorten (plus twee USB 1.1-poorten op het toetsenbord), twee Firewire 400-poorten, één Mini-VGA-poort, een geluidsinvoerpoort en een geluidsuitvoerpoort | Drie USB 2.0-poorten (plus twee USB 1.1-poorten op het toetsenbord), twee Firewire 400-poorten, één Mini-VGA-poort, een geluidsinvoerpoort en een geluidsuitvoerpoort |
| Afmetingen (Lengte × Breedte × Hoogte)     | 43 cm × 42,6 cm × 17,3 cm (inclusief de standaard) | 43 cm × 42,6 cm × 17,3 cm (inclusief de standaard) | 47,2 cm × 49,3 cm × 18,9 cm (inclusief de standaard) | 43 cm × 42,6 cm × 17,3 cm (inclusief de standaard) | 43 cm × 42,6 cm × 17,3 cm (inclusief de standaard) | 47,2 cm × 49,3 cm × 18,9 cm (inclusief de standaard) | 43 cm × 42,6 cm × 17,3 cm (inclusief de standaard) | 47,2 cm × 49,3 cm × 18,9 cm (inclusief de standaard) |
| Gewicht                                    | 8,4 kg | 8,4 kg | 11,4 kg | 8,4 kg | 8,4 kg | 11,4 kg | 7 kg | 10 kg |
| Meegeleverd Besturingssysteem              | Mac OS X 10.3 "Panther" (versies 10.3.5-10.3.9) | Mac OS X 10.3 "Panther" (versies 10.3.5-10.3.9) | Mac OS X 10.3 "Panther" (versies 10.3.5-10.3.9) | Mac OS X 10.4 "Tiger" (versies 10.4.0-10.4.2) | Mac OS X 10.4 "Tiger" (versies 10.4.0-10.4.2) | Mac OS X 10.4 "Tiger" (versies 10.4.0-10.4.2) | Mac OS X 10.4 "Tiger" (versies 10.4.2-10.4.6) | Mac OS X 10.4 "Tiger" (versies 10.4.2-10.4.6) |
| Maximale Besturingssysteem                 | Mac OS X 10.5 "Leopard" | Mac OS X 10.5 "Leopard" | Mac OS X 10.5 "Leopard" | Mac OS X 10.5 "Leopard" | Mac OS X 10.5 "Leopard" | Mac OS X 10.5 "Leopard" | Mac OS X 10.5 "Leopard" | Mac OS X 10.5 "Leopard" |
| Prijzen Nederland                          | € 1.399,- | € 1.619,- | € 2.049,- | € 1.299,- | € 1.499,- | € 1.799,- | € 1.379,- | € 1.799,- |
| Prijzen België                             | € 1.419,- | € 1.639,- | € 2.079,- | € 1.319,- | € 1.519,- | € 1.829,- | € 1.399,- | € 1.819,- |

## Problemen met de iMac G5
De eerste problemen van de iMac G5 deden zich voor tijdens het ontwerp van de computer. Na de introductie van de G5-processor in de Power Mac G5 wilde Apple de processor ook in de consumenten lijn gaan gebruiken. Het nadeel van de krachtige G5-processor was echter dat deze veel warmte genereerde en dus goed gekoeld moest worden. Dit gegeven in combinatie met het compacte design van de iMac leverde veel problemen op. Tijdens de productieperiode van de iMac G5 heeft Apple tot tweemaal toe een zogenaamd Repair Extension Program moeten houden. Het eerste programma was bedoeld voor de eerste serie iMac G5. Deze serie kon zowel slechte elektrolytische condensatoren op het moederbord als in de voeding hebben. Het tweede programma was bedoeld voor 20-inch modellen van de tweede serie iMac G5. Deze modellen leden opnieuw aan een slechte voeding. Beide programma's zijn op 15 december 2008 beëindigd.